# Honda Dio 34
Honda Dio AF-34– скутер японского производителя Honda имеющий объем 49.9 см³ и развивающий мощность 7 л.с (при 6000 об/мин). В новом поколении двигатель стал иметь горизонтальное расположение цилиндра и благодаря этому получилось увеличить объем багажного отделения.
Система подачи топлива: карбюратор

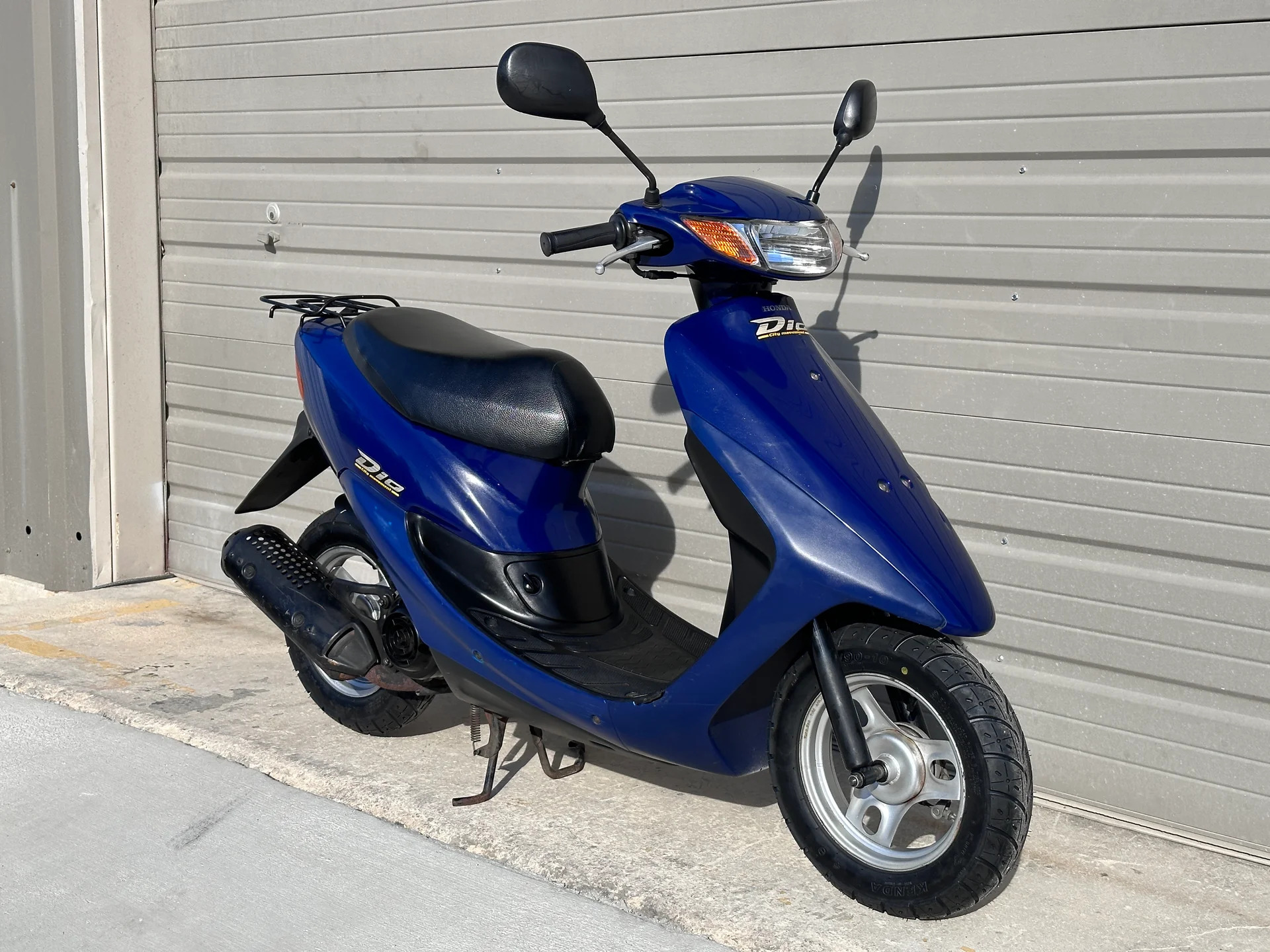
Honda Dio AF 34

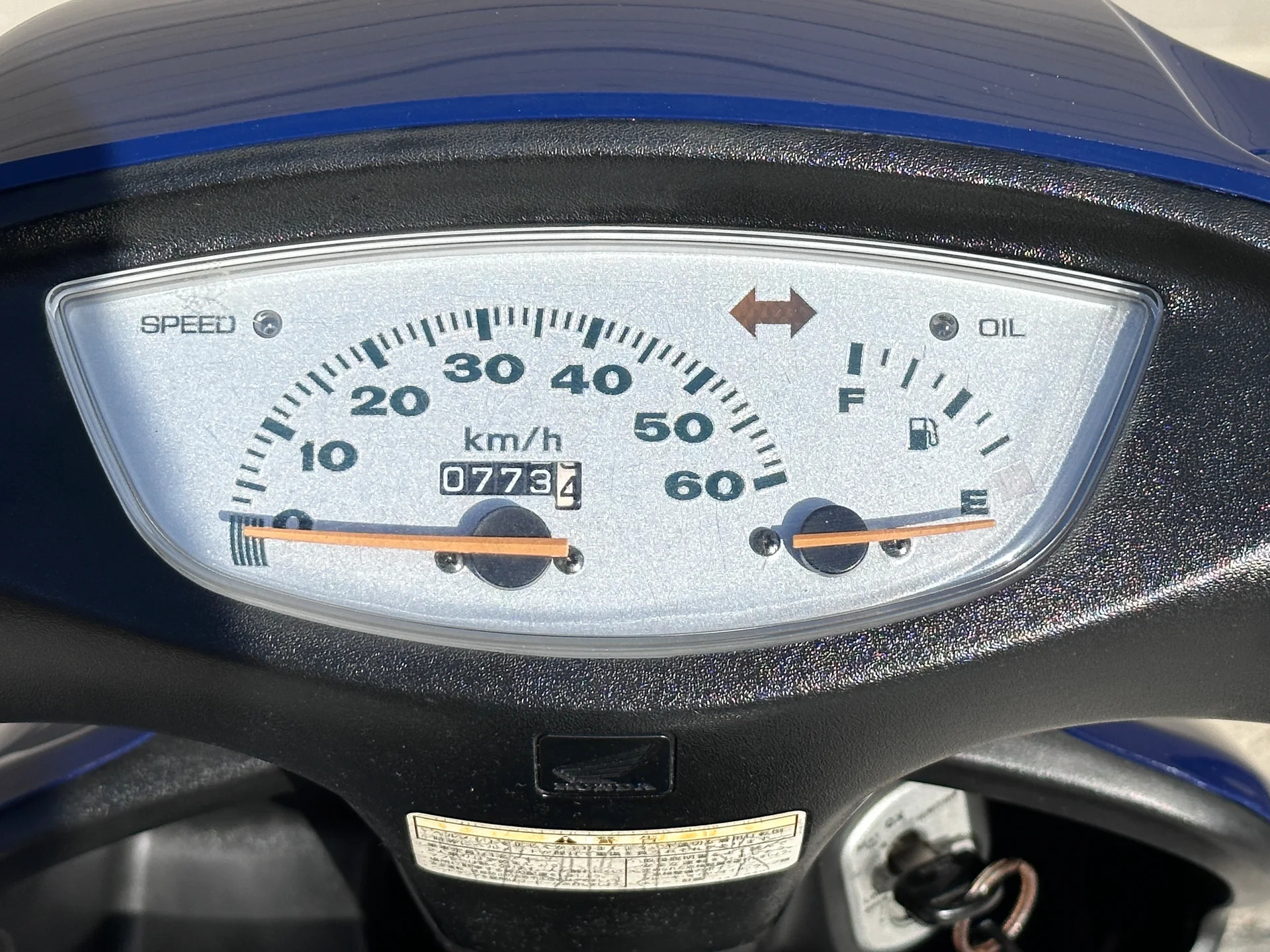
Приборная панель Honda Dio AF 34

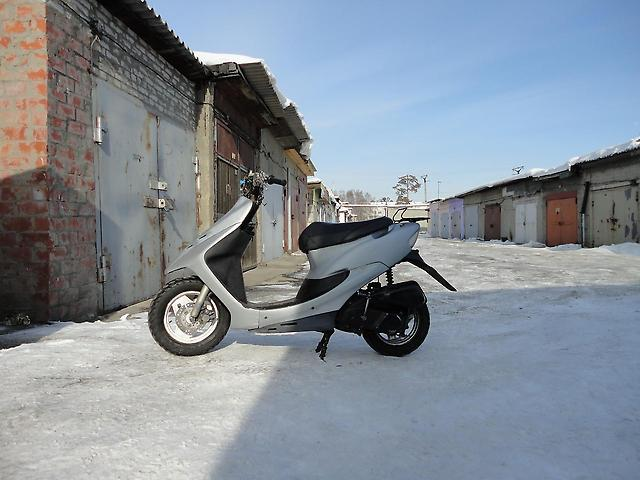
Honda Dio AF 35 SR

Система смазки: раздельная с механическим маслонасосом
Трансмиссия: шестеренчатый редуктор в паре с бесступенчатой трансмиссией– клиноременным вариатором
Грузоподъемность: 150 кг / 330,69 фунтов
Объем бензобака: 5,3л / 1,1 г
Тормоза: барабанные / гидравлический дисковый 
Ход/диаметр поршня: 39,3/40 мм
Степень сжатия: 11,1
Размер колес: R10
Скутер имел спортивные версии AF-35 ZX и AF-35 SR которые отличались большим ГТЖ и наличием системы CombiBrake, наличием спойлера в модели AF-35 ZX